# Binbō Shimai Monogatari
Binbō Shimai Monogatari (贫乏姊妹 Lit. historia de las Hermanas pobres) es un manga de Izumi Kazuto. Se ha adaptado en una serie de anime por Toei Animation y se transmitió en Japón a partir de junio de 2006 hasta septiembre de 2006 por Tv Asahi. 

## Trama
Binbō Shimai Monogatari es una serie sobre dos hermanas, estudiantes llamadas Kyo (de la escuela secundaria) y Asu (de la escuela primaria), que viven solas. Su madre murió poco después de dar a luz a Asu y su padre las abandono, dejándolas con una gran deuda de juego. Ellas trabajan juntas para vivir su vida e ir a la escuela a pesar de las dificultades que enfrentan, y reciben de vez en cuando ayuda de la gente a su alrededor. 

## Personajes
Kyo Yamada (山田　きょう Yamada Kyo)
Kyo es la hermana mayor. Ella reparte periódicos antes de ir a la escuela y por la tarde en su pequeña unidad familiar y también ha tenido un trabajo de tutoría de vez en cuando. Ella tiene miedo de los rayos, y siempre se preocupa por darle lo mejor a su hermana menor. Cuando falleció su madre, Kyo prometió que iba a cuidar bien de Asu y hace todo lo posible para mantener su promesa. 
Asu Yamada (山田　あす Yamada Asu) 
Asu es la hermana menor. Hace las compras para la pequeña familia y también se ocupa de la cocina y la limpieza. Asu adora a su hermana mayor y trata de hacer todo lo que puede para que la vida de ella sea más fácil, ya que todavía es demasiado niña para tener un empleo. Asu es muy inteligente, y ha sido elegida como representante de la clase y es frecuentemente consultada por sus compañeros cuando tienen problemas con su tarea. Curiosamente, conserva un único recuerdo de su madre, que murió cuando ella aún era un bebé; ella se acuerda de su madre pidiendo a Kyo que cuidara de ella, mientras la pequeña Asu estaba todavía en su vientre. 
Genzō Hayashi (林 源三 Hayashi Genzō)
Genzō es el propietario del edificio de apartamentos donde viven las hermanas. Es un hombre mayor que rara vez sonríe y parece brusco y prohibitivo. Sin embargo, se preocupa mucho por el bienestar de las hermanas y fue el único dispuesto a cuidarlas en cuanto su padre las abandonó. Aparentemente las hermanas Yamada le recuerdan a su esposa Eriko y su hija Mami, que murieron en un accidente automovilístico. No obstante lo mucho que se preocupa por las hermanas (a quienes trata como si fueran sus nietas), les cobra la renta cada mes hasta el último centavo.